# 高嶋友也
高嶋 友也（たかしま ともや）は、日本のアニメーション監督。

## 来歴・人物
株式会社ILCAにてデザイナー／ディレクターを経験した後、有志と共に新たに株式会社Tomovies（トムービーズ）を立ち上げる。監督、演出、脚本、絵コンテ、CGアニメーター、音響監督など幅広く対応

## 主な作品
2005年
- BRUSH（自主制作MV）
- さとるくん（自主制作アニメーションMV）

2008年
- 頭に回るは笑い声（自主制作アニメーションMV）
- 星新一ショートショート -火の用心-（短編アニメーション・監督・脚色）

2012年
- おはなしのくにクラシック -短歌-（短編アニメーション・ディレクター）

2013年
- 闇芝居（シリーズアニメーション・総合演出）

2014年
- 映画 こびとづかん カクレモモジリの秘密の桃園 -こびとハウス-（劇場アニメーション・監督・脚本）

2015年
- 影鰐-KAGEWANI-（原作・監督）

2016年
- 影鰐-KAGEWANI-承（原作・監督）

2017年
- DON'T CRY（自主制作アニメーション・制作・監督・脚本・製作） 3ヶ国の映画祭にてベスト短編アニメ受賞

2018年
- 働くお兄さん! （元請、アニメーション制作・監督）
- 働くお兄さん!の2（元請・アニメーション制作・監督）
- 影鰐LIVE上映2.8猿楽ナイトツアー（長編、監督）
- ざんねんないきもの事典（2018年 - 2021年、アニメーション制作・演出）
- モンキーピーク（アニメーション制作・監督）

2020年
- 猫OLさくらい（アニメーション監督・劇中歌制作）
- 私花。きゅーけーちゅー！（2020年 - 2021年、アニメーション制作・監督）

2021年
- 赤ちゃん本部長（アニメーション制作・演出）

2022年
- ようこそ実力至上主義の教室へ 2nd Season（絵コンテ協力）
- ミケの町詣（2022年 - 2023、監督・制作・演出）
- ファイアーエムブレム ヒーローズ 冬のミニキャラシアター（クリエイティブプロデューサー）
- ファイアーエムブレム ヒーローズ 第2部 ミニキャラシアター（クリエイティブプロデューサー）
- ファイアーエムブレム ヒーローズ アスク王国 定点カメラ（エイルの1日）（クリエイティブプロデューサー）
- ファイアーエムブレム ヒーローズ 第３部 ミニキャラシアター（クリエイティブプロデューサー）

2023年
- カミエラビ（演出、アニメーション制作協力）

2024年
- 30歳まで童貞だと魔法使いになれるらしい（絵コンテ）
- 遊☆戯☆王ゴーラッシュ!!（絵コンテ）
- ささやくように恋を唄う（絵コンテ）
- エグミレガシー（絵コンテ）
- サザエさん（絵コンテ）
- プリンセスコネクト!Re:Dive ショートアニメ「ノゾミの一日店長記 こちらアルケス錬金堂」（演出）
- カミエラビ（演出、アニメーション制作協力）
- るろうに剣心 -明治剣客浪漫譚- 京都動乱（絵コンテ）
- ファイアーエムブレム ヒーローズ "FEH - Dreamfaireez Dance-Off!"（クリエイティブプロデューサー）
- ファイアーエムブレム ヒーローズ "FEH Dreamfaireez - Encore"（クリエイティブプロデューサー）
- ファイアーエムブレム ヒーローズ "ドローン発表！"（クリエイティブプロデューサー）
- ファイアーエムブレム ヒーローズ "ドローンがやってきた！"（クリエイティブプロデューサー）

2025年
- Yummy Yummy MV（監督） - 樋口楓、叶のデュエット曲。アニメ「日本へようこそエルフさん。」ED主題歌
- どうせ、恋してしまうんだ。（絵コンテ）
- あのね、ぼくね。 MV（演出） - 樋口楓 、叶 のデュエット曲 Yummy Yummy C/W曲
- 天久鷹央の推理カルテ（演出）
- 想星のアクエリオン Myth of Emotions（絵コンテ）
- 華Doll*-Reinterpretation of Flowering-（絵コンテ・演出）
- トランスフォーマー ワイルドキング（絵コンテ）